# Daniel 1
Daniel 1  é o primeiro capitulo do Livro de Daniel, no Antigo Testamento. O capítulo é uma narrativa dos jovens israelitas Daniel e três companheiros que foram levados cativos de Jerusalém para o Império Babilônico para serem treinados pelos sábios da Babilônia.